# Чесанити
Чесанѝти (на италиански: Cessaniti) е малко градче и община в Южна Италия, провинция Вибо Валентия, регион Калабрия. Разположено е на 428 m надморска височина. Населението на общината е 3359 души (към 2012 г.).